# Slatina (Ústí nad Orlicí)
Slatina é uma comuna checa localizada na região de Pardubice, distrito de Ústí nad Orlicí.